# فرودگاه نگاگ
فرودگاه نگاگ (به انگلیسی: Negage Airport) یک فرودگاه همگانی با کد یاتا GXG است که یک باند فرود آسفالت دارد و طول باند آن ۲۴۰۰ متر است. این فرودگاه در شهر نگیگ، آنگولا کشور آنگولا قرار دارد و در ارتفاع ۱۲۵۱ متری از سطح دریا واقع شده‌است.